# KAI KUH-1 Surion
KAI KUH-1 Surion (KUH - Korean Utility Helicopter - "korejski večnamenski helikopter") je dvomotorni srednji helikopter, ki so ga razvili Korea Aerospace Industries (KAI), Agencija za razvoj obrambe (ADD), Korea Aerospace Research Institute (KARI) in Eurocopter. Cena programa naj bi bila okrog US$1,2 milijard, naročenih je 245 helikopterjev. 

## Specifikacije
Podatki iz Militaryfactory.com
Splošne karakteristike
- Posadka: 2 pilota
- Število sedežev: 18 potnikov
- Dolžina: 19,0 m (z rotorjem) (623,4 ft,)
- Premer rotorja: 15,8 m, 3,15 m (repni rotor) (51,8 ft)
- Višina: 4,5 m (147,6 ft)
- Teža praznega letala: 4973 kg (10.964 lb)
- Naložena teža: 7348 kg (16.200 lb)
- Uporaben tovor: 3753 kg (8.274 lb)
- Maks. vzletna teža: 8709 kg (19.200 lb)
- Pogon letala: 2 ×  turbogredni motor Samsung Techwin T700-ST-701K, 1228 kw (1647 KM[7])  vsak

 Zmogljivost 
- Potovalna hitrost: 259 km/h
- Doseg: 500 km↑ (270 milj)
- Višina leta: * (?)
- Hitrost vzpenjanja: 8,5 m/s ()

Oborožitev

- Izstrelki: 6 x BGM-71 TOW ali 4x izstreljevalci raket

Letalska elektronika

- GPS, INS, digital MAP, FLIR, HUMS, IRSS, MWS CMDS IRCM EWC RWR LWR, OBIGGS, taktični C4I, ECS, HOCAS, AFCS